# Carlos Miguel Gonçalves

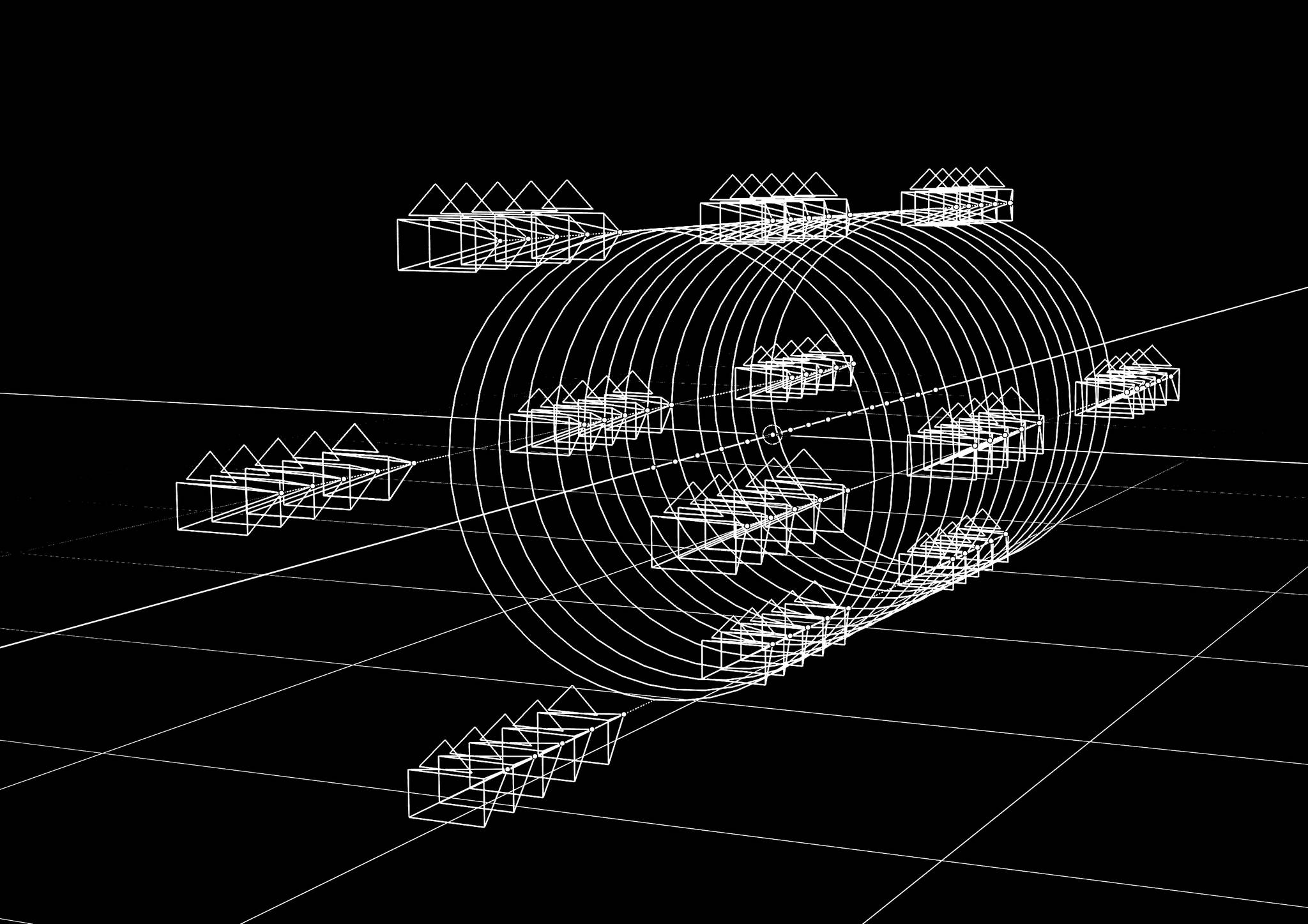
Softspace #1 (2024) Carlos Miguel Gonçalves. Desenho digital s/ papel de algodão.

Carlos Miguel Gonçalves (Portimão [Porches], 1980) é um artista multimédia português, reconhecido pelos seus trabalhos sobre o estudo da subversão do espaço público a partir da web 2.0. É autor da investigação "ALT+R-HOTKEY e a subversão do espaço público na web 2.0" e do artigo "No Mesh: O Blender como Ferramenta de Estudo e Resistência à Subversão do Espaço Público na web 2.0".

## Biografia
Carlos Miguel Gonçalves estudou Arte Multimédia na Faculdade de Belas-Artes da Universidade de Lisboa (Belas-Artes ULisboa), onde concluiu o Mestrado em Arte Multimédia, com especialização em Audiovisuais. Durante este período, desenvolveu a investigação "ALT+R-HOTKEY e a subversão do espaço público na Web 2.0", onde estudou a forma como a esfera digital reconfigura o pública. Atualmente, prossegue estudos de doutoramento em Belas-Artes na Universidade de Lisboa, aprofundando o impacto que a incorporação cibernética na urbanidade tem na ordem dos espaços a partir da web 2.0. Carlos Miguel Gonçalves trabalha numa abordagem transdisciplinar, recorrendo ao desenho, vídeo, fotografia, instalação e arte digital. O seu interesse centra-se na forma como a tecnologia molda a perceção do espaço e na resistência contra o domínio privado do espaço público na internet.

## Obras/Artigos Principais
- No Mesh (2024)[4]
- INTERMEDIATE (2022)
- Rogério Taveira e a multiplicidade de (im)pressões numa geografia experimental de Sintra (2022)[5]
- Cadeira Vermelho-Azul, reprodutibilidade técnica, estereótipo e dispositivo (2018)[6]
- ALT+R-HOTKEY (2018)[7]

## Exposições
- SOFTSPACE , uma investigação artística (2024)[8][9][10][11][12]
- HEAP UP Exposição de Desenho, Fotografia, Vídeo, Museu Municipal de Faro (2016)[13]